# DJ B-Front
B-Front is de alias van de Nederlandse hardstyle-dj en producer Bob van der Palen uit Veldhoven.

## Levensloop
Op achtjarige leeftijd kwam Van der Palen in contact met muziek door een bezoek aan de studio van zijn toenmalige buurman, waarna hij op tienjarige leeftijd zelf begon te produceren. In 2005 had Van der Palen zijn eerste release met 'Motherfucking Psycho' op 'DJs Records', gevolgd door de hit 'Lunatick' in 2006. Zijn eerste grote optreden was op Defqon.1 2008, maar zijn doorbraak was op X-Qlusive Holland 2009, dat zette hem op de kaart. Van der Palen noemt DJ Zany en Michel Pollen als zijn voornaamste muzikale inspiraties en invloeden.
Samen met Adaro, Frequencerz en Ran-D richtte Van der Palen in 2015 zijn eigen label op: Roughstate.
In Januari 2016 kreeg hij zijn eigen X-Qlusive in de Heineken Music Hall. "Een kroon op je werk", zoals Van der Palen het zelf omschreef.
Van der Palen is niet alleen actief onder de naam B-Front: samen met Frequencerz maakt hij deel uit van de live-act 'B-Freqz'. Daarnaast heeft hij samen met Frontliner de live-act 'B-Frontliner', en maakt hij ook onderdeel uit van de act '2-Sidez' met Jaimy Ernste, die ook draait en produceert onder het alias 'Pulse'. In 2017 bracht B-Front zijn eerste album uit genaamd 'Beyond Reality' met tracks als Infinite, Beat the Darkness & EVP.

## Discografie

### Albums
| Uitgave           | Alias                   | Label          | Jaar |
| ----------------- | ----------------------- | -------------- | ---- |
| Beyond Reality    | B-Front                 | Roughstate     | 2017 |
| Eclipse           | B-Freqz                 | Roughstate     | 2018 |
| Other Plantes     | B-Frontliner            | Roughstate     | 2023 |
| The Enlightenment | B-Front & Phuture Noize | Mirror Society | 2024 |

### Singles
| Single                                                                  | Artiest                                       | Label               | Jaar |
| ----------------------------------------------------------------------- | --------------------------------------------- | ------------------- | ---- |
| Motherfucking Psycho                                                    | B-Front                                       | DJs Records         | 2005 |
| Jumpin'                                                                 | B-Front                                       | DJs Records         | 2005 |
| Frontline (B-Front Remix)                                               | DJ Dragan                                     | DJs Records         | 2005 |
| Incoming                                                                | B-Front & DJ Dragan                           | DJs Records         | 2006 |
| Shock                                                                   | B-Front & DJ Dragan                           | DJs Records         | 2006 |
| Stereo                                                                  | B-Front & DJ Dragan                           | DJs Records         | 2006 |
| Lunatick                                                                | Jones & B-Front                               | DJs United Red      | 2007 |
| Lunatick (Raw Edit)                                                     | Jones & B-Front                               | DJs United Red      | 2007 |
| Wrong Tone (B-Front Remix)                                              | ACL Team                                      | Synchronize Remix   | 2007 |
| Afraid To Lose                                                          | B-Front                                       | DJs Records         | 2007 |
| MF Psycho (B-Front Mix)                                                 | B-Front                                       | DJs Records         | 2007 |
| My Style                                                                | B-Front                                       | DJs Records         | 2007 |
| Freakin'                                                                | 2-Sidez (aka B-Front & Pulse)                 | A2 Records          | 2008 |
| Fuck It                                                                 | 2-Sidez (aka B-Front & Pulse)                 | A2 Records          | 2008 |
| Confuse                                                                 | B-Front                                       | DJs Records         | 2008 |
| Confuse (2-Sidez Remix)                                                 | B-Front                                       | DJs Records         | 2008 |
| Resimulated                                                             | B-Front                                       | A2 Records          | 2008 |
| Evil                                                                    | B-Front                                       | A2 Records          | 2008 |
| Listen                                                                  | 2-Sidez (aka B-Front & Pulse)                 | A2 Records          | 2009 |
| Magic Spell                                                             | 2-Sidez (aka B-Front & Pulse)                 | A2 Records          | 2009 |
| Afraid                                                                  | 2-Sidez (aka B-Front & Pulse)                 | A2 Records          | 2009 |
| Pathology                                                               | Bass Modulators vs. B-Front                   | DJs United Orange   | 2009 |
| Quarantine                                                              | Bass Modulators vs. B-Front                   | DJs United Orange   | 2009 |
| Your Life (Jones & B-Front Remix)                                       | A-Drive                                       | Special Records     | 2009 |
| Magic                                                                   | B-Front & Frontliner                          | Fusion Records      | 2010 |
| Become The Sky                                                          | B-Front & Frontliner                          | Fusion Records      | 2010 |
| 1.000.000 Stars                                                         | Frontliner & B-Front                          | Fusion Records      | 2010 |
| Godz Powerrrr!                                                          | Frontliner & B-Front                          | Fusion Records      | 2010 |
| Awake                                                                   | Digital Punk & B-Front                        | TILLT! Records      | 2010 |
| Elements                                                                | Digital Punk & B-Front                        | TILLT! Records      | 2010 |
| Chemical                                                                | B-Front & Slim Shore                          | Fusion Records      | 2010 |
| Scary Noises                                                            | Slim Shore & B-Front                          | Fusion Records      | 2010 |
| Neophobia                                                               | B-Front                                       | Fusion Records      | 2010 |
| Sleepwalker                                                             | B-Front                                       | Fusion Records      | 2010 |
| Noctus Noa                                                              | The Pitcher feat. B-Front                     | Fusion Records      | 2011 |
| Inner Creativity                                                        | B-Front                                       | Fusion Records      | 2011 |
| Musical Analysis                                                        | B-Front                                       | Fusion Records      | 2011 |
| Feelings (B-Front Remix)                                                | Dr Rude                                       | Toffmusic           | 2011 |
| Crossin' Over                                                           | Coone & B-Front                               | Dirty Workz         | 2011 |
| Atrocity (B-Front Remix)                                                | Donkey Rollers                                | Fusion Records      | 2011 |
| Thousand And One Nights                                                 | B-Front                                       | Fusion Records      | 2011 |
| Everything Starts                                                       | High Voltage & B-Front                        | Sys-X Records       | 2011 |
| Everything Changes                                                      | High Voltage & B-Front                        | Sys-X Records       | 2011 |
| For The Girls                                                           | B-Front & Digital Punk                        | Fusion Records      | 2011 |
| Panic Attack                                                            | B-Front & Digital Punk                        | Fusion Records      | 2011 |
| Liberate                                                                | Alpha2 & B-Front                              | A2 Records          | 2011 |
| Charger                                                                 | Slim Shore & B-Front                          | Fusion Records      | 2011 |
| Neophobia (Digital Punk Remix)                                          | B-Front                                       | TILLT! Records      | 2011 |
| Face The Truth                                                          | B-Front                                       | Fusion Records      | 2011 |
| Inner Creativity (B-Front Edit)                                         | B-Front                                       | Fusion Records      | 2011 |
| Night Colours Black                                                     | B-Front & Frequencerz                         | Fusion Records      | 2011 |
| Virus                                                                   | B-Front                                       | Fusion Records      | 2011 |
| Distorted (B-Front Remix)                                               | Zany & DV8                                    | Be Yourself Music   | 2012 |
| Audiobot (B-Front Remix)                                                | The Machine                                   | Sys-X Records       | 2012 |
| Movement                                                                | B-Front & Crypsis                             | Fusion Records      | 2012 |
| State Of Perfection                                                     | Hard Driver & B-Front                         | Dirty Workz         | 2012 |
| Godz Powerrr! (2012 Edit)                                               | Frontliner & B-Front                          | Free Release        | 2012 |
| Universe                                                                | Crypsis & B-Front                             | Minus Is More       | 2012 |
| Night Colours Black (E-Force Remix)                                     | B-Front & Frequencerz                         | Fusion Records      | 2012 |
| Mysterias                                                               | B-Front                                       | Fusion Records      | 2012 |
| Victims Of The Same World                                               | Zany & B-Front                                | Fusion Records      | 2013 |
| Spectral                                                                | Digital Punk & B-Front                        | A2 Records          | 2013 |
| Fearless 2012                                                           | Coone & B-Front                               | Toff Music          | 2013 |
| Burn (B-Front Remix)                                                    | Digital Punk                                  | A2 Records          | 2013 |
| Undiscovered                                                            | B-Front                                       | Fusion Records      | 2013 |
| Worth Fighting For (Official Qapital Anthem)                            | B-Front & Adaro                               | Q-Dance Records     | 2013 |
| Redeeming Light (Dream Village 2013 Anthem)                             | Zany & B-Front                                | Be Yourself Music   | 2013 |
| Delusion                                                                | B-Front & Frequencerz                         | Fusion Records      | 2013 |
| The 4th Kind                                                            | B-Front & High Voltage                        | Fusion Records      | 2013 |
| W.A.R.                                                                  | B-Front & Re-volt                             | Fusion Records      | 2013 |
| The Message                                                             | Ran-D & B-Front                               | Scantraxx Recordz   | 2013 |
| Daar Komt De Politie Aan (X-Qlusive Holland Tool)                       | B-Front & Jack of Sound                       | Free Release        | 2013 |
| Big Fat Bass (X-Qlusive Holland Tool)                                   | Zazafront & Sjaak of Sound ft. FeestMc Peerke | Free Release        | 2013 |
| Fatality                                                                | Frequencerz & B-Front                         | Fusion Records      | 2014 |
| Death Of A Demon (B-Front Remix)                                        | Frontliner featuring Nikkita                  | Keep It Up Music    | 2014 |
| One Of A Kind                                                           | B-Front & Frequencerz feat. Mc Nolz           | Fusion Records      | 2014 |
| Purify                                                                  | B-Front & Digital Punk                        | Fusion Records      | 2014 |
| Vitrivius                                                               | B-Front vs. Donkey Rollers                    | Fusion Records      | 2014 |
| Back Again (Official Decibel 2014 Anthem) (B-Front & Frequencerz Remix) | Psyko Punkz                                   | B2S Records         | 2014 |
| Blackout (B-Front Remix)                                                | Unknown Analoq                                | A2 Records          | 2014 |
| Tormented                                                               | B-Front & Alpha2                              | A2 Records          | 2014 |
| Psycho (Loudness Soundtrack 2014)                                       | B-Front & Frequencerz                         | B2S Records         | 2014 |
| Surrender                                                               | Titan & B-Front                               | Fusion Records      | 2014 |
| REM Sleep                                                               | B-Front & Thera                               | Theracords          | 2014 |
| Space Warrior                                                           | Frontliner & B-Front                          | B2S Records         | 2015 |
| Blackness                                                               | B-Front                                       | Roughstate          | 2015 |
| Witch                                                                   | B-Front                                       | Roughstate          | 2015 |
| MPX-1                                                                   | The Pitcher & B-Front                         | Fusion Records      | 2015 |
| Ghost Town                                                              | B-Freqz                                       | Roughstate          | 2015 |
| Endless Path                                                            | B-Front & Degos & Re-Done                     | Roughstate          | 2015 |
| Spectral (Alpha2 Remix)                                                 | Digital Punk & B-Front                        | Roughstate          | 2015 |
| Divine                                                                  | B-Freqz                                       | Roughstate          | 2015 |
| The End                                                                 | B-Freqz                                       | Roughstate          | 2015 |
| Overdose                                                                | B-Freqz                                       | Roughstate          | 2015 |
| Monsters Inside Me                                                      | B-Freqz                                       | Roughstate          | 2015 |
| We Are One                                                              | B-Front                                       | Loudness Recordings | 2015 |
| Destroy You                                                             | B-Freqz                                       | Roughstate          | 2015 |
| For The Girls (2015)                                                    | B-Front & Digital Punk                        | Fusion Records      | 2016 |
| Dark Moon                                                               | B-Front                                       | Roughstate          | 2016 |
| Rock Now                                                                | Adaro & B-Front                               | Roughstate          | 2016 |
| Lost                                                                    | B-Front & Alpha2 ft. Snowflake                | Roughstate          | 2016 |
| Which Wolf To Feed                                                      | B-Front & The Pitcher                         | Roughstate          | 2016 |
| In The Club                                                             | B-Freqz                                       | Roughstate          | 2016 |
| Psycho                                                                  | B-Freqz                                       | Roughstate          | 2016 |
| Underworld                                                              | B-Front & Zany                                | Roughstate          | 2016 |